# Wahlbezirk Böhmen 84
Der Wahlbezirk Böhmen 84 war ein Wahlkreis für die Wahlen zum Abgeordnetenhaus im österreichischen Kronland Böhmen. Der Wahlbezirk wurde 1907 mit der Einführung der Reichsratswahlordnung geschaffen und bestand bis zum Zusammenbruch der Habsburgermonarchie.

## Geschichte
Nachdem der Reichsrat im Herbst 1906 das allgemeine, gleiche, geheime und direkte Männerwahlrecht beschlossen hatte, wurde mit 26. Jänner 1907 die große Wahlrechtsreform durch Sanktionierung von Kaiser Franz Joseph I. gültig. Mit der neuen Reichsratswahlordnung schuf man insgesamt 516 Wahlbezirke mit je einem zu wählenden Abgeordneten, die durch Direktwahl mit allfälliger Stichwahl bestimmt wurden. Der Wahlkreis Böhmen 84 umfasste die Städte Brüx, Katharinaberg, Niedergeorgenthal und Postelberg. Aus den beiden Reichsratswahlen 1907 und 1911 ging jeweils Josef Herold von der Deutschradikalen Partei als Sieger hervor.

## Wahlergebnisse

### Reichsratswahl 1907
Die Reichsratswahl 1907 wurde am 14. Mai 1907 (erster Wahlgang) durchgeführt. Die Stichwahl entfiel auf Grund des absoluten Mehrheit für Josef Herold im ersten Wahlgang.
| Kandidat                                                              | Partei                     | Wahlkreis- stimmen | Prozent |
| --------------------------------------------------------------------- | -------------------------- | ------------------ | ------- |
| Josef Herold                                                          | Freialldeutsche Partei     | 3511               | 63,1 %  |
| Anton Kühnel                                                          | Sozialdemokratische Partei | 1041               | 18,7 %  |
| Václav Rejmon                                                         | Tschechischer Kandidat     | 948                | 17,0 %  |
|                                                                       | Sonstige Parteien          | 68                 | 1,2 %   |
| Wahlberechtigte: 6289, Ungültige Stimmen: 79, Wahlbeteiligung: 89,8 % |                            |                    |         |

### Reichsratswahl 1911
Die Reichsratswahl 1911 wurde am 13. Juni 1911 durchgeführt. Die Stichwahl entfiel auf Grund des absoluten Mehrheit für Josef Herold im ersten Wahlgang.
| Kandidat                                                              | Partei                     | Wahlkreis- stimmen | Prozent |
| --------------------------------------------------------------------- | -------------------------- | ------------------ | ------- |
| Josef Herold                                                          | Deutschradikale Partei     | 3528               | 63,5 %  |
| Anton Kühnel                                                          | Sozialdemokratische Partei | 1397               | 25,2 %  |
| Jindřich Metelka                                                      | Tschechischer Kandidat     | 560                | 10,1 %  |
|                                                                       | Sonstige Parteien          | 70                 | 1,2 %   |
| Wahlberechtigte: 6705, Ungültige Stimmen: 37, Wahlbeteiligung: 83,4 % |                            |                    |         |